# آبي كوران
آبي كوران (بالإنجليزية: Abbey Curran)‏ هي عارضة أمريكية، ولدت في 28 يوليو 1988 في كيواني في الولايات المتحدة.